# Engelbert Jarek
Engelbert Erwin Jarek (* 7. Juni 1935 in Rokittnitz, Hindenburg O.S., Deutsches Reich; † 23. August 2017) war ein polnisch-deutscher Fußballspieler.

## Leben
Jarek wurde 1935 als Sohn einer deutschen Familie in der preußischen Provinz Oberschlesien geboren. Er spielte 1953 für Polonia Nysa und von 1954 bis 1969 für Odra Opole. 1968 und 1969 war er bei Odra Opole als Spielertrainer, danach als Trainer bis 1975 tätig.
Am 29. Juni 1958 debütierte er beim 1:1 in Rostock im Spiel gegen die DDR in der polnischen Nationalmannschaft, als er in der 71. Minute für Roman Lentner eingewechselt wurde. Mit der polnischen Fußballmannschaft nahm er 1960 an den Olympischen Sommerspielen in Rom teil, kam dort aber nicht zum Einsatz. Insgesamt absolvierte er drei Länderspiele, in denen er ein Tor erzielte.
Jarek siedelte mit seiner Familie 1977 nach Deutschland über. Er war in den 1990er-Jahren als Trainer bei der SG Bad Breisig und später beim SC Sinzig tätig.